# 王仲谦
王仲谦，明朝人，是一名明朝政治人物。
王仲谦曾于洪武间（1368年至1398年）接替胡添锡任漳州府知府一职，洪武二十一年（1388年）由李晟接任。